# Буртінська сільська рада
Бурті́нська сільська рада (рос. Буртинский сельский совет) — сільське поселення у складі Біляєвського району Оренбурзької області Росії.
Адміністративний центр — селище Буртінський.

## Населення
Населення — 1244 особи (2019; 1450 в 2010, 1948 у 2002).

## Склад
До складу сільської ради входять:
| Населений пункт        | Населення, осіб (2002) | Населення, осіб (2010) |
| ---------------------- | ---------------------- | ---------------------- |
| Буртінський, селище    | 1142                   | 992                    |
| Нова Воротовка, селище | 118                    | 2                      |
| Сазан, селище          | 280                    | 162                    |
| Цвіточне, село         | 408                    | 294                    |